# دورک (سوسن غربی)
دورک یک روستا در ایران است که در دهستان سوسن غربی شهرستان ایذه واقع شده‌است. دورک ۲۶۷ نفر جمعیت دارد.

## جمعیت
این روستا در بخش سوسن قرار دارد و براساس سرشماری مرکز آمار ایران در سال ۱۳۸۵، جمعیت آن ۲۶۷ نفر (۴۷ خانوار) بوده‌است.